# Tripos R & D
Tripos R & D war ein britischer Hersteller von Automobilen.

## Unternehmensgeschichte
Ray Baum, Rodney Gordon, Martin Bunting und Peter Brow gründeten 1984 das Unternehmen in London. Sie begannen mit der Produktion von Automobilen und Kits. Der Markenname lautete Tripos. 1992 endete die Produktion. Autotrak (Cobretti) versuchte im Jahre 1992, die Produktion fortzusetzen. Insgesamt entstanden sechs Exemplare.

## Fahrzeuge
Laurie Abbott hatte einen Prototyp als Einzelstück hergestellt. Ein Motor von Alfa Romeo trieb den zweisitzigen Roadster an.
Bob Egginton überarbeitete das Modell für die Serienproduktion. Der Modellname lautete R 81. Ein Spaceframe-Rohrrahmen bildete die Basis. Die Motoren kamen nun von Ford. Die auffallend runde Karosserie bestand aus Fiberglas. Das Fahrzeug wird als eine Art moderner Lotus Seven beschrieben.